# Grand Prix Belgii 1961
Grand Prix Belgii 1961 (oryg. Grand Prix de Belgique) – 3. runda Mistrzostw Świata Formuły 1 w sezonie 1961, która odbyła się 18 czerwca 1961 po raz 10. na torze Circuit de Spa-Francorchamps.
21. Grand Prix Belgii, 10. zaliczane do Mistrzostw Świata Formuły 1.

## Wyniki

### Kwalifikacje
Źródło: statsf1.com
| P  | Nr | Kierowca                | Konstruktor(-silnik) | Opony | Czas   | Odstęp | Strata |
| -- | -- | ----------------------- | -------------------- | ----- | ------ | ------ | ------ |
| 1  | 4  | Phil Hill               | Ferrari              | D     | 3:59,3 | –      | –      |
| 2  | 2  | Wolfgang von Trips      | Ferrari              | D     | 4:00,1 | +0,8   | +0,8   |
| 3  | 8  | Olivier Gendebien       | Ferrari              | D     | 4:03,0 | +2,9   | +3,7   |
| 4  | 24 | John Surtees            | Cooper-Climax        | D     | 4:06,0 | +3,0   | +6,7   |
| 5  | 6  | Richie Ginther          | Ferrari              | D     | 4:06,1 | +0,1   | +6,8   |
| 6  | 36 | Graham Hill             | BRM-Climax           | D     | 4:07,6 | +1,5   | +8,3   |
| 7  | 38 | Tony Brooks             | BRM-Climax           | D     | 4:07,9 | +0,3   | +8,6   |
| 8  | 14 | Stirling Moss           | Lotus-Climax         | D     | 4:08,2 | +0,3   | +8,9   |
| 9  | 18 | Jo Bonnier              | Porsche              | D     | 4:08,3 | +0,1   | +9,0   |
| 10 | 20 | Dan Gurney              | Porsche              | D     | 4:08,4 | +0,1   | +9,1   |
| 11 | 28 | Jack Brabham            | Cooper-Climax        | D     | 4:08,6 | +0,2   | +9,3   |
| 12 | 44 | Masten Gregory          | Cooper-Climax        | D     | 4:10,2 | +1,6   | +10,9  |
| 13 | 40 | Jackie Lewis            | Cooper-Climax        | D     | 4:11,1 | +0,9   | +11,8  |
| 14 | 22 | Carel Godin de Beaufort | Porsche              | D     | 4:16,7 | +5,6   | +17,4  |
| 15 | 30 | Bruce McLaren           | Cooper-Climax        | D     | 4:17,4 | +0,7   | +18,1  |
| 16 | 34 | Jim Clark               | Lotus-Climax         | D     | 4:17,7 | +0,3   | +18,4  |
| 17 | 46 | Lorenzo Bandini         | Cooper-Maserati      | D     | 4:19,0 | +1,3   | +19,7  |
| 18 | 32 | Innes Ireland           | Lotus-Climax         | D     | 4:20,0 | +1,0   | +20,7  |
| 19 | 10 | Willy Mairesse          | Lotus-Climax         | D     | 4:20,6 | +0,6   | +21,3  |
| 20 | 26 | Maurice Trintignant     | Cooper-Maserati      | D     | 4:21,4 | +0,8   | +22,1  |
| 21 | 42 | Tony Marsh              | Lotus-Climax         | D     | 4:24,2 | +2,8   | +24,9  |
| 22 | 12 | Lucien Bianchi          | Lotus-Climax         | D     | 4:27,3 | +3,1   | +28,0  |
| 23 | 48 | Wolfgang Seidel         | Lotus-Climax         | D     | 4:27,4 | +0,1   | +28,1  |
| 24 | 50 | Ian Burgess             | Lotus-Climax         | D     | 4:34,6 | +7,2   | +35,3  |
| P  | Nr | Kierowca                | Konstruktor(-silnik) | Opony | Czas   | Odstęp | Strata |

### Wyścig
Źródła: statsf1.com
| P                                                     | + / –     | Nr | Kierowca                | Konstruktor     | Opony | Okr. | Czas / Strata | Komentarz            |
| ----------------------------------------------------- | --------- | -- | ----------------------- | --------------- | ----- | ---- | ------------- | -------------------- |
| 1                                                     | Bez zmian | 4  | Phil Hill               | Ferrari         | D     | 30   | 2:03:03,8     |                      |
| 2                                                     | Bez zmian | 2  | Wolfgang von Trips      | Ferrari         | D     | 30   | +0,7          |                      |
| 3                                                     | 2         | 6  | Richie Ginther          | Ferrari         | D     | 30   | +19,5         |                      |
| 4                                                     | 1         | 8  | Olivier Gendebien       | Ferrari         | D     | 30   | +45,6         |                      |
| 5                                                     | 1         | 24 | John Surtees            | Cooper-Climax   | D     | 30   | +1:26,8       |                      |
| 6                                                     | 4         | 20 | Dan Gurney              | Porsche         | D     | 30   | +1:31,0       |                      |
| 7                                                     | 2         | 18 | Jo Bonnier              | Porsche         | D     | 30   | +2:47,1       |                      |
| 8                                                     | Bez zmian | 14 | Stirling Moss           | Lotus-Climax    | D     | 30   | +3:55,6       |                      |
| 9                                                     | 4         | 40 | Jackie Lewis            | Cooper-Climax   | D     | 29   | +1 okr.       |                      |
| 10                                                    | 2         | 44 | Masten Gregory          | Cooper-Climax   | D     | 29   | +1 okr.       |                      |
| 11                                                    | 3         | 22 | Carel Godin de Beaufort | Porsche         | D     | 28   | +2 okr.       |                      |
| 12                                                    | 4         | 34 | Jim Clark               | Lotus-Climax    | D     | 24   | +6 okr.       |                      |
| 13                                                    | 6         | 38 | Tony Brooks             | BRM-Climax      | D     | 24   | +6 okr.       |                      |
| Niesklasyfikowani                                     |           |    |                         |                 |       |      |               |                      |
|                                                       |           | 36 | Graham Hill             | BRM-Climax      | D     | 24   | +6 okr.       | wyciek paliwa        |
|                                                       |           | 26 | Maurice Trintignant     | Cooper-Maserati | D     | 23   | +7 okr.       | przekładnia          |
|                                                       |           | 46 | Lorenzo Bandini         | Cooper-Maserati | D     | 20   | +10 okr.      | ciśnienie oleju      |
|                                                       |           | 28 | Jack Brabham            | Cooper-Climax   | D     | 12   | +18 okr.      | korbowód             |
|                                                       |           | 12 | Lucien Bianchi          | Lotus-Climax    | D     | 9    | +21 okr.      | olej                 |
|                                                       |           | 32 | Innes Ireland           | Lotus-Climax    | D     | 9    | +21 okr.      | silnik               |
|                                                       |           | 30 | Bruce McLaren           | Cooper-Climax   | D     | 9    | +21 okr.      | paliwo               |
|                                                       |           | 10 | Willy Mairesse          | Lotus-Climax    | D     | 7    | +23 okr.      | silnik               |
| Nie wystartowali / niedopuszczeni do ponownego startu |           |    |                         |                 |       |      |               |                      |
|                                                       |           | 42 | Tony Marsh              | Lotus-Climax    | D     | 0    |               | brak wpłaty wpisowej |
|                                                       |           | 48 | Wolfgang Seidel         | Lotus-Climax    | D     | 0    |               | brak wpłaty wpisowej |
|                                                       |           | 50 | Ian Burgess             | Lotus-Climax    | D     | 0    |               | brak wpłaty wpisowej |
|                                                       |           | 16 | Cliff Allison           | Lotus-Climax    | D     | 0    |               | wypadek              |
| P                                                     | + / –     | Nr | Kierowca                | Konstruktor     | Opony | Okr. | Czas / Strata | Komentarz            |

### Najszybsze okrążenie
Źródło: statsf1.com
| Nr | Kierowca       | Konstruktor | Czas   | Okr. |
| -- | -------------- | ----------- | ------ | ---- |
| 6  | Richie Ginther | Ferrari     | 3:59,8 | 20   |

### Prowadzenie w wyścigu
Źródło: statsf1.com
| Nr                              | Kierowca           | Konstruktor | Okrążenia                                 | Suma |
| ------------------------------- | ------------------ | ----------- | ----------------------------------------- | ---- |
| 4                               | Phil Hill          | Ferrari     | 1, 3-5, 8, 11-13, 15, 17-18, 21-23, 25-30 | 20   |
| 2                               | Wolfgang von Trips | Ferrari     | 9-10, 14, 16, 19-20, 24                   | 7    |
| 8                               | Olivier Gendebien  | Ferrari     | 2, 6-7                                    | 3    |
| \| Wykres \| \| ------ \| \| \| |                    |             |                                           |      |
| Wykres                          |                    |             |                                           |      |
|                                 |                    |             |                                           |      |

## Klasyfikacja po wyścigu
Pierwsza szóstka otrzymywała punkty według klucza 9-6-4-3-2-1. Liczone było tylko 5 najlepszych wyścigów danego kierowcy. W nawiasach podano wszystkie zebrane punkty, nie uwzględniając zasady najlepszych wyścigów.
Uwzględniono tylko kierowców, którzy zdobyli jakiekolwiek punkty
| P  | +/− | Kierowca           | Starty | Punkty | P1 | P2 | P3 | PP | NO | NS |
| -- | --- | ------------------ | ------ | ------ | -- | -- | -- | -- | -- | -- |
| 1  | +2  | Phil Hill          | 3      | 19     | 1  | 1  | 1  | 2  | –  | –  |
| 2  | −1  | Wolfgang von Trips | 3      | 18     | 1  | 1  | –  | –  | –  | –  |
| 3  | −2  | Stirling Moss      | 3      | 12     | 1  | –  | –  | 1  | 1  | –  |
| 4  | 0   | Richie Ginther     | 3      | 12     | –  | 1  | 1  | –  | 2  | –  |
| 5  | 0   | Jim Clark          | 3      | 4      | –  | –  | 1  | –  | 1  | –  |
| 6  | N   | Olivier Gendebien  | 1      | 3      | –  | –  | –  | –  | –  | –  |
| 7  | −1  | Dan Gurney         | 3      | 3      | –  | –  | –  | –  | –  | –  |
| 8  | N   | John Surtees       | 3      | 2      | –  | –  | –  | –  | –  | –  |
| 9  | −2  | Bruce McLaren      | 3      | 1      | –  | –  | –  | –  | –  | 1  |
| 10 | −2  | Jack Brabham       | 3      | 1      | –  | –  | –  | –  | –  | 2  |
| P  | +/− | Kierowca           | Starty | Punkty | P1 | P2 | P3 | PP | NO | NS |

### Konstruktorzy
Konstruktorzy punktowali wg klucza 8-6-4-3-2-1. Tylko jeden, najwyżej uplasowany kierowca danego konstruktora, zdobywał dla niego punkty. Również do klasyfikacji zaliczano 5 najlepszych wyników.
| P                 | +/− | Konstruktor       | Starty | Punkty | P1 | P2 | P3 | PP | NO | NS |
| ----------------- | --- | ----------------- | ------ | ------ | -- | -- | -- | -- | -- | -- |
| 1                 | 0   | Ferrari           | 10     | 22     | 2  | 3  | 2  | 2  | 2  | –  |
| 2                 | 0   | Lotus-Climax      | 12     | 12     | 1  | –  | 1  | 1  | 2  | 4  |
| 3                 | +1  | Cooper-Climax     | 11     | 4      | –  | –  | –  | –  | –  | 3  |
| 4                 | −1  | Porsche           | 10     | 3      | –  | –  | –  | –  | –  | –  |
| Niesklasyfikowani |     |                   |        |        |    |    |    |    |    |    |
|                   |     | Cooper-Maserati   | 3      | 0      | –  | –  | –  | –  | –  | 2  |
|                   |     | BRM-Climax        | 6      | 0      | –  | –  | –  | –  | –  | 2  |
|                   |     | Emeryson-Maserati | 0      | 0      | –  | –  | –  | –  | –  | –  |
| P                 | +/− | Kierowca          | Starty | Punkty | P1 | P2 | P3 | PP | NO | NS |